# 韓智勳
韓智勳（韓語：한지훈，1970年12月25日—），韓國電視劇編劇。

## 作品

### 電視劇
- 2007年：MBC《狗與狼的時間》
- 2010年：MBC《Road No. 1》
- 2012年：MBC《Dr. JIN》
- 2014年：SBS《誘惑》
- 2015年：JTBC《LAST》
- 2016年：MBC《不夜城》
- 2019年：KBS《99億的女人》
- 2021年：KBS《月升之江》

### 電影
- 2004年：《太極旗飄揚》
- 2006年：《野獸》

## 外部連結
- NAVER搜索